# Susanne Leist
Susanne Leist (auch Susanne Leist-Galanos) ist Inhaberin des Lehrstuhls für Wirtschaftsinformatik III der Universität Regensburg.

## Werdegang
Susanne Leist-Galanos studierte Betriebswirtschaftslehre an der Johann Wolfgang Goethe-Universität Frankfurt am Main und wurde dort anschließend 1997 mit einer Dissertation zum Thema „Informationssysteme und Kommunikationsstandards: Modell zur simultanen Auswahl“ promoviert. Von 1997 bis März 2004 arbeitete sie als Projektleiterin des „Kompetenzzentrums Bankenarchitekturen im Informationszeitalter“ (CC BAI) und Nachwuchsdozentin am Institut für Wirtschaftsinformatik der Universität St. Gallen. Mit einer Habilitationsschrift zum Thema „Methoden zur Unternehmensmodellierung - Vergleich, Anwendungen und Diskussion der Integrationspotenziale“ wurde ihr dort im Sommer 2004 die Lehrberechtigung für Betriebswirtschaftslehre insbesondere Wirtschaftsinformatik verliehen. Von Oktober 2003 bis November 2004 vertrat sie die C-4 Professur für Allgemeine Betriebswirtschaftslehre, insbesondere Wirtschaftsinformatik, Finanz- und Bankwirtschaft, an der Europa-Universität Viadrina in Frankfurt (Oder). Am 1. Dezember 2004 übernahm Leist-Galanos den Lehrstuhl für Wirtschaftsinformatik, insbesondere Business Engineering, an der Universität Regensburg. Seit Juli 2017 ist Susanne Leist Vizepräsidentin für Studium, Lehre und Weiterbildung der Universität Regensburg.
Susanne Leist gehört dem Leitungsgremium der Fachgruppe „Informationssysteme in der Finanzwirtschaft“ der Gesellschaft für Informatik an, ist Gesellschafterin der Virtual Global University sowie Mitglied im Editorial Board der Zeitschriften „Business & Information Systems Engineering“ (BISE) im Department Enterprise Modeling and Enterprise IS, „Electronic Markets“ (EM), „BIT Banking and Information Technology“ und dem Forschungsmagazin der Universität Regensburg „Blick in die Wissenschaft“. In verschiedenen internationalen Komitees arbeitet sie als Gutachterin, Track Chair und Associate Editor.
Ihre Arbeitsschwerpunkte liegen in den Methoden und Techniken des Business Engineering, insbesondere Prozessmanagement, dem Qualitätsmanagement, insbesondere Anwendung von Six Sigma bei Finanzdienstleistern, Informationssystem-Architekturen sowie der Entwicklung und Konstruktion von Methoden (Method Engineering). Neben öffentlich geförderten Forschungsprojekten (z. B. ESF, BMBF) leitet Leist diverse anwendungsorientierte Forschungsprojekte (u. a. mit Alphabet Fuhrparkmanagement, BMW Bank, DAB Bank, E.ON Bayern, Maschinenfabrik Reinhausen).

## Publikationen (Auszug)
- Process-Performance-Management bei Banken. ibi research 2010 ISBN 9783940416223
- mit Christian Ritter, Bernhard Nöhreiter: Evaluation aktueller Softwarelösungen für das process performance management. ibi research 2012 ISBN 9783940416490
- mit Krzysztof Woda: Analyse der Erfolgsfaktoren mobiler Zahlungssysteme.
- mit Thomas Strang: Integration von Techniken verschiedener Methoden der Unternehmensmodellierung. 2004
- Methoden der Unternehmensmodellierung – Möglichkeiten und Grenzen ihrer Anwendung 2004
- mit Robert Winter: Retail-Banking im Informationszeitalter : integrierte Gestaltung der Geschäfts-, Prozess- und Applikationsebene. Springer 2002 ISBN 9783642627330 (Rezension bei Perlentaucher)
- Methoden zur Unternehmensmodellierung : Vergleich, Anwendungen und Diskussion der Integrationspotenziale. Habilitationsschrift Logos-Verlag Berlin 2006 ISBN 9783832510411
- Informationssysteme und Kommunikationsstandards : Modell zur simultanen Auswahl. Dissertation Deutscher Universitätsverlag Wiesbaden  1998 ISBN 9783824421008